# Yamina Halata
Yamina Halata, née le 4 septembre 1991 à Tizi-Ouzou, est une judokate algérienne.

## Carrière
Yamina Halata est médaillée de bronze dans la catégorie des moins de 57 kg aux championnats d'Afrique 2019 au Cap.
Elle remporte la médaille d'argent dans cette même catégorie aux Jeux africains de 2019 à Rabat, avant d'être de nouveau médaillée de bronze aux championnats d'Afrique 2021 à Dakar. Elle remporte la médaille d'or dans la catégorie des moins de 57 kg aux Championnats d'Afrique de judo 2022 à Oran ainsi que la médaille d'or par équipes.
Elle est médaillée de bronze par équipe mixte aux Championnats d'Afrique de judo 2024 au Caire.